# Ditadura familiar
Uma ditadura hereditária ou ditadura familiar, em termos de ciência política um regime personalista, é uma forma de ditadura que ocorre em um regime nominalmente ou formalmente republicano, mas funciona na prática como uma monarquia absolutista, em que o poder político passa dentro da família do ditador. Assim, embora o líder principal seja um presidente ou primeiro-ministro ao invés de um rei ou imperador, o poder é transmitido entre os membros da mesma família, devido à enorme autoridade do líder.
A ditadura familiar é diferente de uma monarquia absoluta. Nesta última, a transição de poder dentro de uma família é exigido pela lei geral, e continua a ser aplicável a todas as sucessões no regime. No primeiro caso, este acordo não é exigido por lei geral. Em alguns casos, uma lei especial pode ser decretada para nomear formalmente um membro específico da família do atual líder, como sucessor. Em outros casos, a lei do Estado pode até mesmo prever oficialmente eleições, mas o controle exercido pelo líder no processo político e eleitoral assegura a sucessão hereditária. Além disso, sabe-se que uma sucessão bem-sucedida depende do nível de autoridade e controle do líder. Como resultado, as ditaduras familiares modernas, muitas vezes seguem a transição para um regime não-familiar (não-personalista), após um pequeno número de sucessões: geralmente apenas um, e raramente mais do que dois.
A ditadura familiar também é diferente de outras famílias políticas. Esta última acumula poder informal e influência que permite à família continuar a deter o poder político, muitas vezes através de eleições abertas e controvertidas. Exemplos de famílias políticas são os Kennedy e os Bush, nos Estados Unidos. No primeiro caso, a família utiliza o poder jurídico formal ou político ou de controle para garantir uma sucessão familiar e, geralmente, através de uma eleição controlada ou contestada, ou nenhuma eleição em todo.
Como uma ditadura familiar exerce um controle significativo sobre a sua sucessão, o sucessor é muitas vezes determinado com bastante antecedência. No entanto, devido frequentemente não possuir uma base de leis formais gerais para a sucessão, muitas vezes há longos períodos de incerteza quanto à identidade do sucessor. Como muitas vezes acontece em outros tipos de regimes totalitários que planejam sua própria sucessão, depois que um sucessor for determinado ou pré-seleccionado, que muitas vezes passam por um período significativo de "preparação", em que o sucessor ganha experiências e qualificações com vista a dar-lhe ou atingir a autoridade necessária para liderar o regime.

## Transições de poder bem sucedidas
As datas entre parênteses indicam o período de governo.
- Roma: Augusto (27 a.C. a 14 d.C.) foi sucedido por seu filho adotivo Tibério, sucedido por seu filho adotivo Calígula, sucedido por seu tio Cláudio, sucedido por seu filho adotivo Nero. O cargo de imperador romano, embora tenha começado como uma ditadura familiar, tal como definido acima - isto é, não havia uma legislação geral determinando a sucessão, mas apenas o poder acumulado dos membros da família em questão - se tornou cada vez mais monárquico ao longo do tempo, especialmente depois que foram transferidos entre dinastias. Na época de Constantino I, o sistema tinha sido efetivamente reconhecido como uma monarquia hereditária, e o sucessor do império/estado contínuo, o Império Bizantino, foi explicitamente monárquico (como evidenciado por seu lema, Rei dos Reis, Regente sobre os Governantes).
- Inglaterra: Oliver Cromwell (1653-1658) foi sucedido como Lorde Protetor da Comunidade Britânica por seu filho Richard Cromwell (1658-1659)
- Paraguai: Carlos Antonio López (1840-1862), foi sucedido por seu filho, Francisco Solano López (1862-1870)
- Venezuela: José Tadeo Monagas (1847-1851, 1855-1858), foi sucedido por seu irmão, José Gregorio Monagas (1851-1855).[3]
- El Salvador: Carlos Meléndez (1915-1918), foi sucedido por seu irmão Jorge Meléndez (1919-1923), que foi sucedido por seu cunhado, Alfonso Quiñónez Molina (atuando entre 1918-1919 e 1923-1927)
- Nicarágua: Anastasio Somoza García (1937-1947, 1950-1956), foi sucedido por seu filho, Luis Somoza Debayle (1956-1963, de facto 1963-1967), que foi sucedido por seu irmão Anastasio Somoza Debayle (1967-1972, de facto, 1972-1974, 1974-1979)
- Iraque: Abdul Salam Arif (1963-1966), foi sucedido por seu irmão Abdul Rahman Arif (1966-1968)
- Coreia do Norte: Kim Il-sung (1948-1994), foi sucedido por seu filho Kim Jong-il (1994 -2011). Kim Jong-il não oficialmente em funções até 1997, quando ao seu pai foi postumamente dado a posição de Eterno Presidente. Em 2 de junho de 2009, foi noticiado que o filho mais novo de Kim Jong Il, Kim Jong-un, seria o próximo líder da Coreia do Norte Como seu pai e avô, a ele também foi dado um apelido oficial, de Camarada Brilhante. De fato, após a morte do pai em 2011, Kim Jong-un assumiu o posto do pai, confirmando a Coréia do Norte como a única "monarquia" comunista do mundo.
- Haiti: François Duvalier (1957-1971), foi sucedido por seu filho Jean-Claude Duvalier (1971-1986)
- Antígua e Barbuda: Vere Cornwall Bird (1981-1994), foi sucedido por seu filho, Lester Bird Bryant (1994-2004)
- Togo: Gnassingbé Eyadéma (1967-2005), foi sucedido por seu filho Faure Gnassingbé (2005 -). Sob pressão internacional, Faure teve que renunciar em 25 de fevereiro de 2005, mas foi reeleito em abril.
- Síria: Hafez al-Assad (1971-2000), foi sucedido por seu filho Bashar al-Assad (2000-2024). O irmão mais velho de Bashar, Basil al-Assad, havia sido designado para a presidência, mas morreu em 1994, seis anos antes da morte de seu pai.
- Azerbaijão: Heydar Aliyev (1993-2003), foi sucedido por seu filho Ilham Aliyev (2003 -) como Presidente do Azerbaijão.
- Congo-Kinshasa: Laurent-Désiré Kabila (1997-2001), foi sucedido por seu filho Joseph Kabila (2001 - 2019). Joseph Kabila foi democraticamente eleito em outubro de 2006.
- Cuba: Fidel Castro (como primeiro-ministro entre 1959-1976, e presidente de 1976-2008), foi sucedido de forma interina e depois definitivamente pelo seu irmão, Raúl Castro (presidente em exercício entre 2006-2008, presidente 2008 - 2018)
- Gabão: Omar Bongo (Presidente de 1967-2009) morreu em junho de 2009. Seu filho, Ali Bongo (2009-2023) lhe sucedeu depois de vencer uma eleição disputada em agosto de 2009.
- Chade: Idriss Déby (Presidente de 1990-2021) foi morto durante combate em abril de 2021. Seu filho, Mahamat Déby Itno (2021 -) lhe sucedeu após formar uma junta militar.
- Turcomenistão: Gurbanguly Berdimuhammedow (Presidente de 2006-2022) foi sucedido por seu filho Serdar Berdimuhamedow (2022 -).
- Camboja: Hun Sen (1984-2023), foi sucedido por seu filho, Hun Manet (2023-).[4]

### Sucessões Indireta
- República da China (Taiwan a partir de 1949): Chiang Kai-shek (1928-1975) indiretamente foi sucedido por seu filho Chiang Ching-kuo (1978-1988)
- Chechênia: Akhmad Kadyrov (2000-2004) foi indiretamente sucedido por seu filho Ramzan Kadyrov (2007- )

## Transições de poder sem êxito
- República Dominicana: Rafael Trujillo (1930-1961), de facto, com o irmão Héctor Trujillo servindo como presidente fantoche entre 1952-1960), foi nominalmente sucedido por seu filho Ramfis Trujillo por alguns meses em 1961; Ramfis não consolidou totalmente seu poder sobre o país e foi derrubado.

## Possíveis sucessões
- Azerbaijão: A primeira-dama e vice-presidente do Azerbaijão Mehriban Aliyeva é amplamente considerado como estando em linha para suceder seu marido Ilham Aliyev como Presidente do Azerbaijão. Os analistas também acreditam que suas filhas Leyla e Arzu também estão sendo preparados como sucessores de seu pai ou a sua mãe.[5] Em 21 de fevereiro de 2017 Mehriban Aliyeva foi nomeado vice-presidente do Azerbaijão, um escritório que foi criado por meio de um referendo constitucional em 2016.[6]
- Guiné Equatorial: Há rumores de que o filho do presidente Teodoro Obiang Nguema Mbasogo, Teodoro Nguema Obiang, é o favorito de seu pai para sucedê-lo.[7]  No entanto, suspeita-se que uma luta de poder entre o jovem Teodoro e seu tio Armengol Ondo Nguema poderia ocorrer após a morte do presidente.
- Cazaquistão: Analistas acreditam que há muito tempo o presidente Nursultan Nazarbayev tem vindo a preparar a sua filha Dariga Nazarbayeva para sucedê-lo. Recentemente, no entanto, as relações entre os dois têm se deteriorado devido a críticas que às vezes manifesta do governo de seu pai.
- Bielorússia: Há indícios de que o presidente Alexander Lukashenko, no poder desde 1994, estaria preparando seu filho Nikolai Lukashenko (n.2004) para sucedê-lo. Frequentemente, o jovem acompanha o pai em viagens oficiais.[8][9]
- Coreia do Norte: Após surgirem dúvidas sobre o estado de saúde de Kim Jong-un, surgiram rumores de que sua irmã Kim Yo-jong poderia substituí-lo no comando do país mais fechado do mundo.[10]